# Chano Lobato
Juan Miguel Ramírez Sarabia és conegut artísticament com a Chano Lobato (Cadis, desembre de 1927 - Sevilla, 5 d'abril de 2009) va ser un cantaor espanyol de flamenc.

## Biografia
Nascut al barri de Santa María, es va iniciar als tablaos de la seva ciutat natal, a la Venta La Palma, al costat d'Aurelio Sellés, Servando Roa i Antonio El Herrero. Després es va desplaçar a Madrid, i gràcies a Pepe Blanco va debutar professionalment i va passar a ser part del ballet d'Alejandro Vega.
Durant vint anys va cantar com a "cantaor de atrás" amb Antonio "El Bailarín", i va actua arreu del món al costat de Manuel Morao o El Serna. Després va cantar per a "bailaores" com Matilde Coral, la seva esposa Rosario la Chana, Carmen Amaya, Manuela Vargas. El 1974 va obtenir el premi Enrique el Mellizo al Concurs Nacional de Còrdova.
Chano Lobato destacava principalment en soleá, buleria i alegries, també en tangos, encara que el seu cant era de la siguiriya a la malaguenya, de la cantiña a les soleares, de les tonás i els martinets a la farruca i el garrotín o els cants d'anada i tornada.

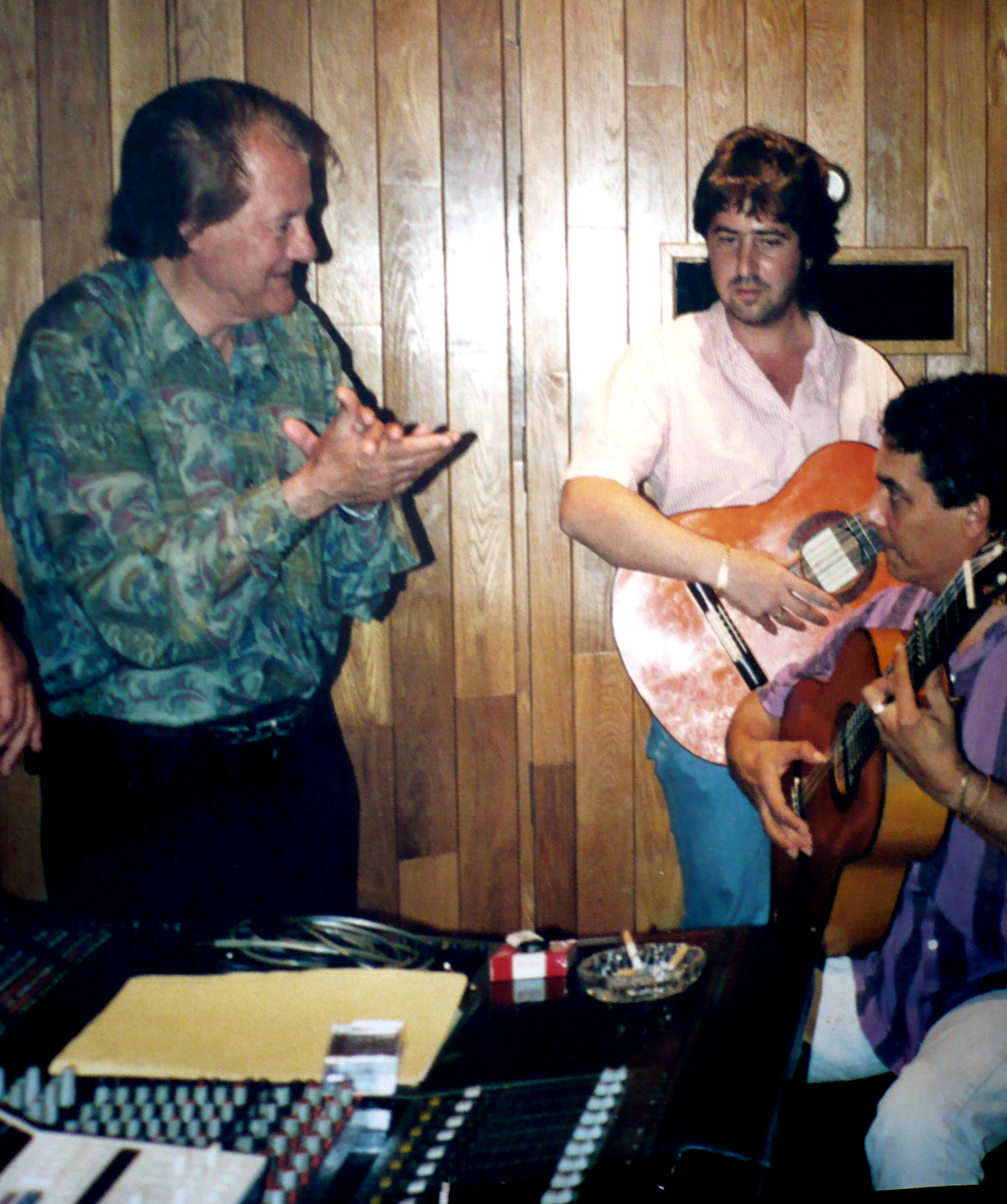
Ch. Lobato, Rogelio Conesa i Quique Paredes durant la gravació d'un disc.

## Discografia
- 1996 La Nuez Mosca
- 1997 Aromas de Cadiz
- 1997 Con sabor a cuarto
- 1998 El Flamenco Vive 2CD
- 2000 Azucar Cande
- 2000 Que viente anos no es nada
- 2002 Romea
- 2003 Memorias de Cadiz

## Distincions honorífiques
- Fill Predilecte de la província de Cadis (2000)[3]